# Jadowniki
Jadowniki jsou polská vesnice ležící v Malopolském vojvodství, Brzeském okrese. Náleží k obci Brzesko. V letech 1975–1998 spadala pod vojvodství tarnowské.